# Mateusz Leśniowski
Mateusz Leśniowski (ur. 8 marca 1986 w Nowym Targu) – były polski hokeista,wychowanek Podhala Nowy Targ. Aktualny nauczyciel i programista 
W pierwszym zespole Podhala rozegrał do tej pory 4 spotkania: 2 mecze ligowe (w sezonie 2006/2007) i 2 mecze w Pucharze Polski. Zdobywca mistrzostwa Polski (w sezonie 2006/2007). Większość spotkań rozgrywa w I-ligowym zespole MMKS Nowy Targ, który jest zapleczem I drużyny Podhala. Zakończył karierę w 2010 roku. Aktualnie pracuje jako programista i nauczyciel programowalna w Zespole Szkół nr.1 w Nowym Targu.

## Kariera klubowa
- Podhale Nowy Targ (2003–2007)
- GKS Jastrzębie (2007–2008)
- MMKS Podhale Nowy Targ (2008–2010)

## Sukcesy
- Mistrzostwa Polski Seniorów:
  -  2007 z Podhalem Nowy Targ
- Mistrzostwa Polski w grupach młodzieżowych:
  -  Juniorzy Młodsi (2001/2002), Młodzicy (2000/2001) z MMKS Nowy Targ
  -  Juniorzy Starsi (2005/2006), Juniorzy Młodsi (2002/2003), Juniorzy Młodsi (2003/2004), Żaków (1998/1999) z MMKS Nowy Targ
  -  Juniorów Starszych 2004/2005 z MMKS Nowy Targ

## Statystyki
| Sezon     | Rozgrywki     | Drużyna           | Mecze | Bramki | Asysty | Punkty | Kary |
| --------- | ------------- | ----------------- | ----- | ------ | ------ | ------ | ---- |
| 2003/2004 | Puchar Polski | MMKS Nowy Targ    | 1     | 1      | 0      | 0      | 0    |
| 2003/2004 | 1 liga        | MMKS Nowy Targ    | 18    | 9      | 14     | 23     | 6    |
| 2006/2007 | PLH           | Podhale Nowy Targ | 2     | 0      | 0      | 0      | 0    |
| 2006/2007 | Puchar Polski | Podhale Nowy Targ | 2     | 0      | 0      | 0      | 0    |
| 2006/2007 | 1 liga        | MMKS Nowy Targ    | 27    | 10     | 12     | 22     | 14   |
| 2007/2008 | 1 liga        | MMKS Nowy Targ    | 16    | 13     | 7      | 20     | 16   |
| 2007/2008 | 1 liga        | GKS Jastrzębie    | 10    | 2      | 5      | 7      | 10   |
| 2008/2009 | 1 liga        | MMKS Nowy Targ    | 36    | 17     | 33     | 50     | 18   |
| 2009/2010 | Puchar Polski | MMKS Nowy Targ    | 1     | 0      | 0      | 0      | 0    |
| 2009/2010 | 1 liga        | MMKS Nowy Targ    | 34    | 10     | 22     | 32     | 12   |
| 1 sezon   | PLH           | Razem:            | 2     | 0      | 0      | 0      | 0    |
| 3 sezon   | Puchar Polski | Razem:            | 4     | 0      | 0      | 0      | 0    |
| 5 sezon   | 1 liga        | Razem:            | 141   | 61     | 93     | 154    | 76   |

## Prywatnie
Po zakończeniu kariery został od 2009 roku do 2017 roku był właścicielem, redaktorem naczelnym i fotoreporterem w portalu regionalnym SportowePodhale.pl
Aktualnie jest programistą i właścicielem Agencji Interaktywnej SpaceDev.pl. Zajmuje się programowaniem aplikacji, stron i sklepów internetowych oraz marketingiem internetowym. 
Od 2019 rok pracuje jako nauczyciel w Zespole Szkół nr.1 w Nowym Targu przedmiotów zawodowych związanych z programowaniem i stronami internetowymi.